# Mola de Sall
La Mola de Sall fou una central hidràulica construïda l'any 1924 en territori de l'antic terme d'Altron, de l'actual terme municipal de Sort, a la comarca del Pallars Sobirà, i que va deixar de funcionar a la dècada dels seixanta.
El poble d'Altron disposà d'una minicentral hidràulica de la qual avui dia encara se'n conserva l'edifici i la maquinària. Des del segle xvi existia en el municipi un molí fariner; la minicentral, anomenada la Mola de Sall, es va construir juntament amb un molí fariner, l'any 1924. Els promotors van ser Joaquím Moner de Casa Sobirà d'Altron i Josep Bertran de Casa Betran de Surp, que van adquirir els drets de l'aigua d'una antiga concessió per a molins drapers.
La minicentral està situada en el punt on s'uneixen les aigües del barranc d'Altron (continuïtat aigües avall del barranc de Pamano) i del riu de Berasti per tal de formar el torrent de Sant Antoni. S'hi pot arribar seguint una pista forestal situada a l'esquerra de la carretera d'Escàs, encara que no hi ha cap rètol que ho indiqui.
La minicentral produïa llum per als pobles d'Altron, Sorre (quan encara no tenia minicentral), Rodés, Caregue i Escàs, i es va tancar aproximadament durant els anys seixanta (projecte de línia d'alta tensió cap a Altron el 1967 i connexió d'Altron el 1969).
Els propietaris la van vendre juntament amb la concessió d'aigües a inversors (Compañía Mercantil Eléctrica de Altrón, S. L.) que pretenien construir-hi una minicentral de nova generació per a vendre l'energia a FECSA Endesa projecte que no s'ha dut mai a terme.